# Tracii Guns
Tracii Guns, původním jménem Tracy Richard Irving Ulrich (* 20. ledna 1966) je americký kytarista, který během své kariéry hrál v mnoha slavných kapelách, například Guns N' Roses, Brides of Destruction, L.A. Guns, W.A.S.P., Poison, The Misfits, Killing Machine, a Johnny Thunders. V polovině osmdesátých let stál u zrodu kapely Guns N' Roses, kterou spolu s ním založili Axl Rose, Izzy Stradlin, Duff McKagan a Rob Gardner. Guns a Gardner kapelu brzy opustili a nahradili je Traciiho přítel z dětství Slash a Steven Adler.
V roce 2000 krátce působil i ve skupině Poison. Archivováno 26. 11. 2023 na Wayback Machine.
V roce 2003 založil Tracii Guns, Nikki Sixx z Mötley Crüe, Scot Coogan a London LeGrand kapelu Brides of Destruction.
Roku 2016 se usmířil s Philem Lewisem a vrátil se k L.A. Guns